# Pardailhan
Pardailhan település Franciaországban, Hérault megyében. Lakosainak száma 171 fő (2022. január 1.). Pardailhan Assignan, Babeau-Bouldoux, Ferrières-Poussarou, Riols és Saint-Jean-de-Minervois községekkel határos.

## Népesség
A település népességének változása:
| Lakosok száma | 93   | 102  | 126  | 176  | 186  | 184  | 183  | 177  | 174  | 171  |
|               | 1968 | 1982 | 1990 | 2006 | 2013 | 2015 | 2017 | 2019 | 2020 | 2022 |